# 格奈斯科普夫峰
格奈斯科普夫峰（英語：Gneiskopf Peak）是南極洲的山峰，位於毛德皇后地的沃爾塔特山脈，屬於彼得曼山脈中南彼得曼山脈的一部分，海拔高度2,930米，該山峰由德國探險隊發現。

## 外部連結
- Scientific Committee on Antarctic Research (SCAR)

71°56′S 12°7′E / 71.933°S 12.117°E